# Coma (canción de Los Bunkers)
«Coma» es una canción del grupo Los Bunkers compuesta por la dupla de hermanos Mauricio Durán y Francisco Durán, para el álbum de 2008 Barrio Estación, siendo la pista de apertura de este. La canción retrata la historia de un hombre que llega a un hospital y termina en estado de coma, quedándose allí "para siempre".

## Contenido y recepción
Coma es la canción que da el punto de partida del álbum,  y además cuenta con un solo de guitarra al revés, una nueva técnica para el grupo y para el álbum.
La crítica dio una generalmente una revisión tanto de la canción como del álbum, alabando la interpretación vocal de Álvaro López y llegando a señalar que pudo haber sido cantada por Liam Gallagher e interpretada por el grupo Oasis, debido a su atmósfera de estilo britpop.

## Créditos
Los Bunkers
- Álvaro López – Voz principal, Guitarra eléctrica
- Francisco Durán – Guitarra eléctrica
- Mauricio Durán – Guitarra eléctrica
- Gonzalo López – Bajo
- Mauricio Basualto – Batería, Percusión

Equipo de producción
- Los Bunkers – producción